# Heilig-Kreuz-Kirche (Wollersheim)

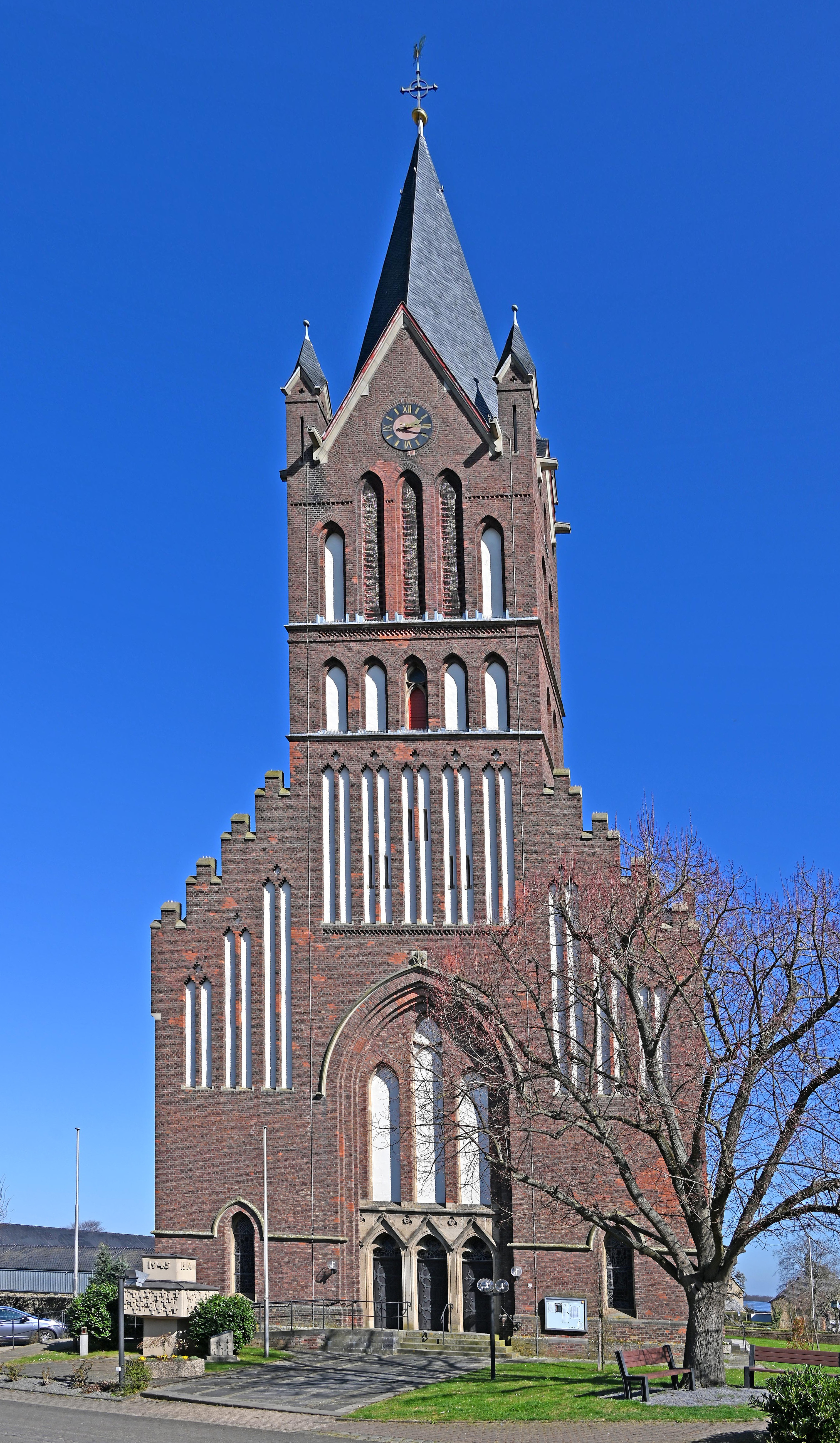
Heilig-Kreuz-Kirche in Wollersheim

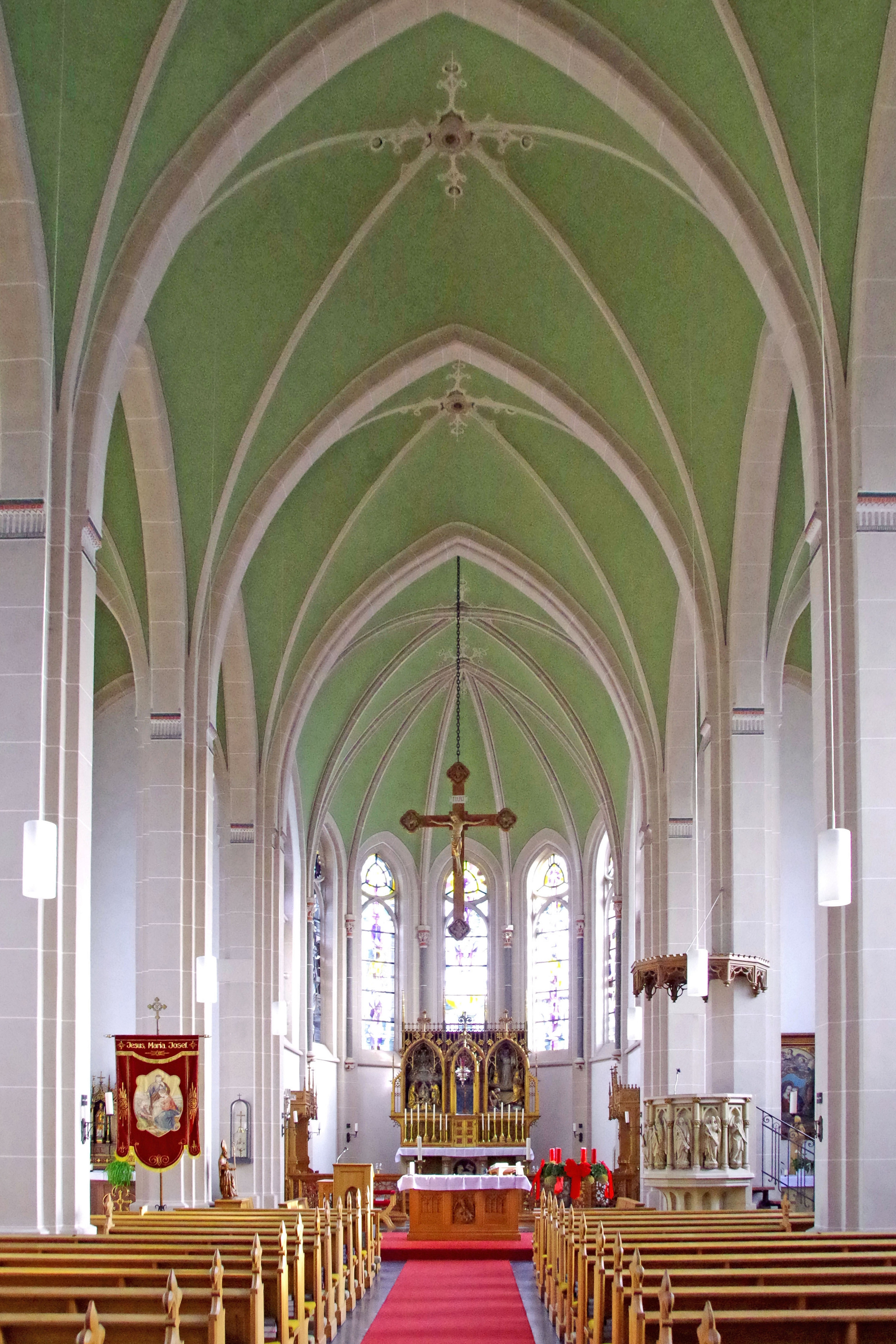
Blick ins Mittelschiff

Die römisch-katholische Pfarrkirche Heilig Kreuz in Nideggen-Wollersheim ist ein denkmalgeschütztes Gebäude in Nordrhein-Westfalen.

## Beschreibung
Die an der Zehnthofstraße gelegene Backstein-Hallenkirche mit Chor mit 5/10-Schluss und Einturmfassade wurde 1900 bis 1903 nach Plänen des Architekten August Rincklake in der ortsuntypischen Form der norddeutschen Backsteingotik errichtet und am 9. Juni 1904 durch den Kölner Weihbischof Joseph Müller geweiht. Im Zweiten Weltkrieg wurden Kirche und Ausstattung erheblich beschädigt, 1978/1979 die neugotischen Ausstattungsstücke (Hochaltar, Kanzel, Gestühl) restauriert und ab 1981 umfassende Sicherungs- und Erneuerungsarbeiten durchgeführt.